# Benjamin Guse
Benjamin Guse (* 7. Mai 2003) ist ein australischer Leichtathlet, der sich auf den Zehnkampf spezialisiert hat.

## Sportliche Laufbahn
Erste internationale Erfahrungen sammelte Benjamin Guse im Jahr 2025, als er bei den World University Games in Bochum mit 7918 Punkten die Goldmedaille im Zehnkampf gewann.
2025 wurde Guse australischer Meister im Zehnkampf.